# 广岛修道大学
广岛修道大学（英語：Hiroshima Shudo University）位于广岛县广岛市安佐南区大塚东1-1-1，为日本私立大学，1725年建校，1960年大學设置，大学简称修道、修大。

## 沿革
- 1725年，广岛藩第5代藩主浅野吉长藩校「讲学所」创始。
- 1734年，校名讲学馆变更。
- 1743年，讲学馆闭校。
- 1782年，学问所开设。
- 1870年，校名修道馆变更。
- 1871年，废藩置县藩政令颁布，修道馆闭校。
- 1878年，元广岛藩第12代藩主浅野长勲私立浅野学校开设。
- 1952年，修道短期大学（第二部）现在广岛市西区观音新町开设。
- 1956年，修道短期大学（第一部）开设。
- 1960年，修道短期大学（第一部）改组广岛商科大学（商学部商业学科）开设。
- 1963年，商学部经营学科设置。
- 1969年，商学部管理科学科设置。
- 1971年，大学院商学研究科商学专攻（修士课程）设置。
- 1973年，人文学部人间关系学科·英语英文学科、大学院商学研究科商学专攻（博士课程）设置。广岛修道大学校名变更。
- 1974年，学校搬迁到现在地（广岛市安佐南区沼田町大塚1717）。
- 1976年，法学部法律学科设置。
- 1977年，大学院商学研究科经营学专攻（博士课程）设置。
- 1978年，大学院人文科学研究科心理学专攻·英文学专攻（修士课程）设置。
- 1981年，大学院法学研究科法律学专攻（修士课程）、大学院人文科学研究科心理学专攻·英文学专攻（博士课程）设置。
- 1984年，大学院人文科学研究科社会学专攻·教育学专攻（修士课程）设置。
- 1990年，法学部国际政治学科设置。
- 1994年，大学院法学研究科国际政治学专攻（修士课程）设置。
- 1997年，经济科学部现代经济学科·经济情报学科设置（商学部管理科学科改组）。商学部商业学科名称变更国际商学科。
- 2001年，大学院经济科学研究科现代经济专攻·经济情报专攻（修士课程）设置。
- 2002年，人间环境学部人间环境学科（昼夜开讲制）设置（广岛修道大学短期大学部改组）。
- 2003年，大学院经济科学研究科现代经济专攻·经济情报专攻（博士课程）设置。
- 2004年，大学院法务研究科法务专攻（法科大学院）设置。
- 2005年，短期大学部废止认可。
- 2007年，商学部国际商学科名称变更商学科。
- 2010年，人间环境学部人间环境学科夜间募集停止。同学部学科昼夜开讲制废止。

## 院系

### 学部
- 商学部
  - 商学科
  - 经营学科
- 人文学部
  - 英语英文学科
  - 人间关系学科
    - 心理学专攻
    - 社会学专攻
    - 教育学专攻
- 法学部
  - 法律学科
  - 国际政治学科
- 经济科学部
  - 现代经济学科
  - 经济情报学科
- 人间环境学部
  - 人间环境学科

### 大学院
- 商学研究科
  - 商学专攻（博士前期课程、博士后期课程）
  - 经宫学专攻（博士前期课程、博士后期课程）
- 人文科学研究科
  - 心理学专攻（博士前期课程、博士后期课程）
  - 社会学专攻（修士课程）
  - 教育学专攻（修士课程）
  - 英文学专攻（博士前期课程、博士后期课程）
- 法学研究科
  - 法律学专攻（修士课程）
  - 国际政治学专攻（修士课程）
- 经济科学研究科
  - 现代经济专攻（博士前期课程、博士后期课程）
  - 经济情报专攻（博士前期课程、博士后期课程）
- 法务研究科
  - 法务专攻（法科大学院）

## 对外交流
- 暨南大学（中国大陆）
- 重庆工商大学（中国大陆）
- 西南政法大学（中国大陆）
- 东北财经大学（中国大陆）
- 启明大学（韩国）
- 淑明女子大学（韩国）
- 国立屏东商业技术学院（台湾）